# 遊音倶楽部 〜1st grade〜
『遊音倶楽部 〜1st grade〜』（ゆうおんくらぶ ファーストグレイド）は、絢香のカバー・アルバム。2013年9月4日にA stAtionから発売された。

## 解説
これまでメジャー・デビュー前のストリート・ミュージシャン時代やライブコンサート・テレビ出演等の折に演奏されていたカバー曲のリリース要望があったが、この初のカバー・アルバムで発表されることとなる。
iTunes Storeなどの配信サイトでは「空と君のあいだに」「瞳をとじて」「LA・LA・LA LOVE SONG」が、CD発売前に先行配信された。
アルバムの最高順位は、4位（オリコンチャート）。

## 収録曲
（ ）内はオリジナル歌唱者。
1. やさしさに包まれたなら （荒井由実）(3:25)
2. シーソーゲーム 〜勇敢な恋の歌〜 （Mr.Children）(4:31)
3. ロビンソン （スピッツ）(4:10)
4. タユタ （RADWIMPS）(3:13)
5. 瞳をとじて （平井堅）(5:50)
6. 空と君のあいだに （中島みゆき）(4:32)
7. LA・LA・LA LOVE SONG （久保田利伸）(4:34)
8. Movin' on without you （宇多田ヒカル）(5:08)
9. 歩いて帰ろう （斉藤和義）(4:32)
10. 真夏の果実 （サザンオールスターズ）(4:55)
11. たしかなこと （小田和正）(5:34)

## 演奏
- 絢香
  - Vocal
  - Chorus (#1.2.4.8.9.10.11)
- 河村智康：Drums (#1.2.3.4.9)
- 大神田智彦
  - Bass (#1.2.3.4.9.11)
  - Wood Bass (#10)
- 古川昌義
  - Acoustic Guitar (#1.5.6.10.11)
  - Electric Guitar (#1.2.3.4.7.8.9.11)
  - Flat Mandolin (#4)
- 松浦晃久
  - Rhodes Piano (#1.5)
  - Acoustic Guitar (#1.2.4.5)
  - Upright Piano (#2.9)
  - Hammond Organ (#2)
  - Electric Guitar (#2.4)
  - Wurlitzer (#3.7)
  - Piano (#4.6.10.11)
  - Synthesizer Programming & Remix (#8)
- 中北裕子：All Percussion
- 本間将人：Tenor Sax (#2.9)
- 佐々木史郎、田中充：Trumpet (#2.6.9)
- 河合わかば：Trombone (#2.6.9)
- KAZCO, Olivia Burrell, 真城めぐみ：Chorus (#3.5.7)
- 朝川朋之：Harp (#6)
- 金原千恵子ストリングス：Strings (#6.7.11)
- 青木タイセイ、堂本雅樹：Trombone (#6)
- 丸山勉、石山直城、高橋将純：Horn (#6)
- 平石晴己：Synthesizer Programming & Remix (#8)
- 竹村直哉：Baritone Sax (#9)